# Ламот-Уданкур, Филипп де
Филипп де Ламот-Уданкур (фр. Philippe de La Mothe-Houdancourt; 1605 — 24 марта 1657, Париж) — французский военачальник, маршал и пэр Франции, вице-король Каталонии, герцог де Кардона и де Файель.

## Биография
Сын дворянина из графства Бомон-сюр-Уаз Филиппа де Ламот-Уданкура (1558—1652) и его третьей жены Луиз Шарль дю Плесси-Пике, родственницы кардинала Ришельё.
Поступил на службу в 1622 корнетом в роту шеволежеров герцога де Майена; во время первой гугенотской войны 1620—1622 участвовал в осадах Негрепелиса, Сент-Антонена, Соммьера, Люнеля, Монпелье, затем принимал участие в кампании в Вальтеллине.
В 1624 командовал ротой в пехотном полку Жуанвиля, затем Фальсбурга. Во время второй гугенотской войны 1625—1629 15 сентября 1625 участвовал в морском сражении герцога де Монморанси с гугенотами Ла-Рошели, а 8 ноября 1627 в разгроме англичан на острове Ре.
Первый капитан своего полка, в 1629 принимал участие в осадах Суайона, Памье, Реальмона, Сен-Севера, Кастельно.
В 1630 участвовал в войне за Мантуанское наследство: в атаке Пиньероля, Брикера, и был ранен в бою у Понте ди Кариньяно 6 августа.
По возвращении во Францию участвовал в столкновении с мятежным войском Анри II де Монморанси у Кастельнодари 1 сентября 1632.
Во время войны с герцогами Орлеанским и Лотарингским (1631—1634) 10 августа 1633 стал командиром полка, с которым действовал при осаде Нанси.

### Франко-испанская война
С началом франко-испанской войны в 1635 выступил в поход в Нидерланды, 20 мая сражался в битве при Авене, участвовал в осаде Лувена, павшего 4 июля, затем в осаде и взятии крепости Скенк.
В 1636 в должности батального сержанта в составе армии графства Бургундского участвовал в деблокировании крепости Сен-Жан-де-Лон, осаждённой герцогом Лотарингским и испанцами Маттиаса Галласа.
31 марта 1637 произведён в лагерные маршалы, в Германской армии командовал отдельным корпусом, с которым отличился в битве при Кенсингене.
26 марта 1638 был назначен командовать войсками в районе Лангра, Шомона и Бассиньи (Франш-Конте), сменив на этом посту Гебриана, который, отправляясь на помощь Бернгарду Саксен-Веймарскому, оставил своему преемнику разработанный им план операций. Во Франш-Конте Ламот-Уданкур действовал в составе армии графства Бургундского под командованием герцога де Лонгвиля, ставшего одним из его покровителей, наряду с кардиналом Ришельё. В эту кампанию были взяты несколько крепостей, в том числе Полиньи, под стенами которого де Ламот атаковал лотарингские позиции, а затем отличился в сражении с армией герцога, пытавшегося отбить это место. Преследуя бегущего противника, его отряд убил 300 человек и взял в плен сто вместе с командиром.
20 апреля 1639 назначен губернатором Бресса, на место умершего маркиза де Трианжа; также получил его роту жандармов.
25 апреля был направлен в Пьемонт; при отступлении после поражения под Кьери, 20 ноября вёл арьергардный бой с преследовавшим французов маркизом Леганесом.
В 1640 снова воевал в Пьемонте. 23 апреля прибыл под Пиньероль, и соединился с войсками графа д'Аркура. Участвовал в сражении под Казале и деблокировании этой крепости, а затем в двух битвах под стенами осаждённого Турина и взятии этого города 24 сентября.

### Война в Каталонии
17 января 1641 произведён в генерал-лейтенанты и направлен в армию принца де Конде, действовавшую в Лангедоке, Руссильоне и Каталонии, восставшее население которой решило перейти под власть Франции.
19 января получил кавалерийский полк, взял Вальс, Лекуветт, крепость Сало, город и крепость Константи, осадил Таррагону, перехватив 10 июня конвой с припасами, разогнав эскорт и взяв 800 вьючных животных. Осаждённые произвели крупную вылазку и пытались отбить конвой; в результате пятичасового боя они были разбиты, потеряв 400 человек убитыми и три сотни пленными.
10 августа корабли и испанская морская пехота сумели прорваться через блокаду порта, осуществлявшуюся архиепископом Бордо, и доставить в город продовольствие.
Ламот-Уданкур расположил войска в Вальсе и Константи, в сентябре был отставлен от наместничества в Брессе, 14 сентября выступил на Лериду. Осадил Тамарит на арагонской территории, и взял его штурмом, после чего вернулся под Таррагону с добычей и отрядом из 2500 пехотинцев и тысячей кавалерии.
В ноябре выступил на помощь Альменасу, осаждённому испанцами. Эта крепость на границе Каталонии и Арагона имела стратегическое значение. Организовав ложную атаку с тыла, он сумел обмануть противника, имевшего двойное численное превосходство, и нанести ему поражение, положив на месте три сотни и взяв в плен две.
В начале 1642 выступил на Вильялонгу, 19 января разгромил испанский отряд, убив 800 человек и взяв в плен 400.
24 марта испанцы выступили на помощь Коллиуру, осаждённому армией короля Людовика XIII. Де Ламот двинулся на перехват, в бою у реки Марторель убил три сотни, а затем внезапно атаковал в горном дефиле, изрубил 150 человек, и взял в плен сорок кавалеристов и командующего.

### Маршал и вице-король

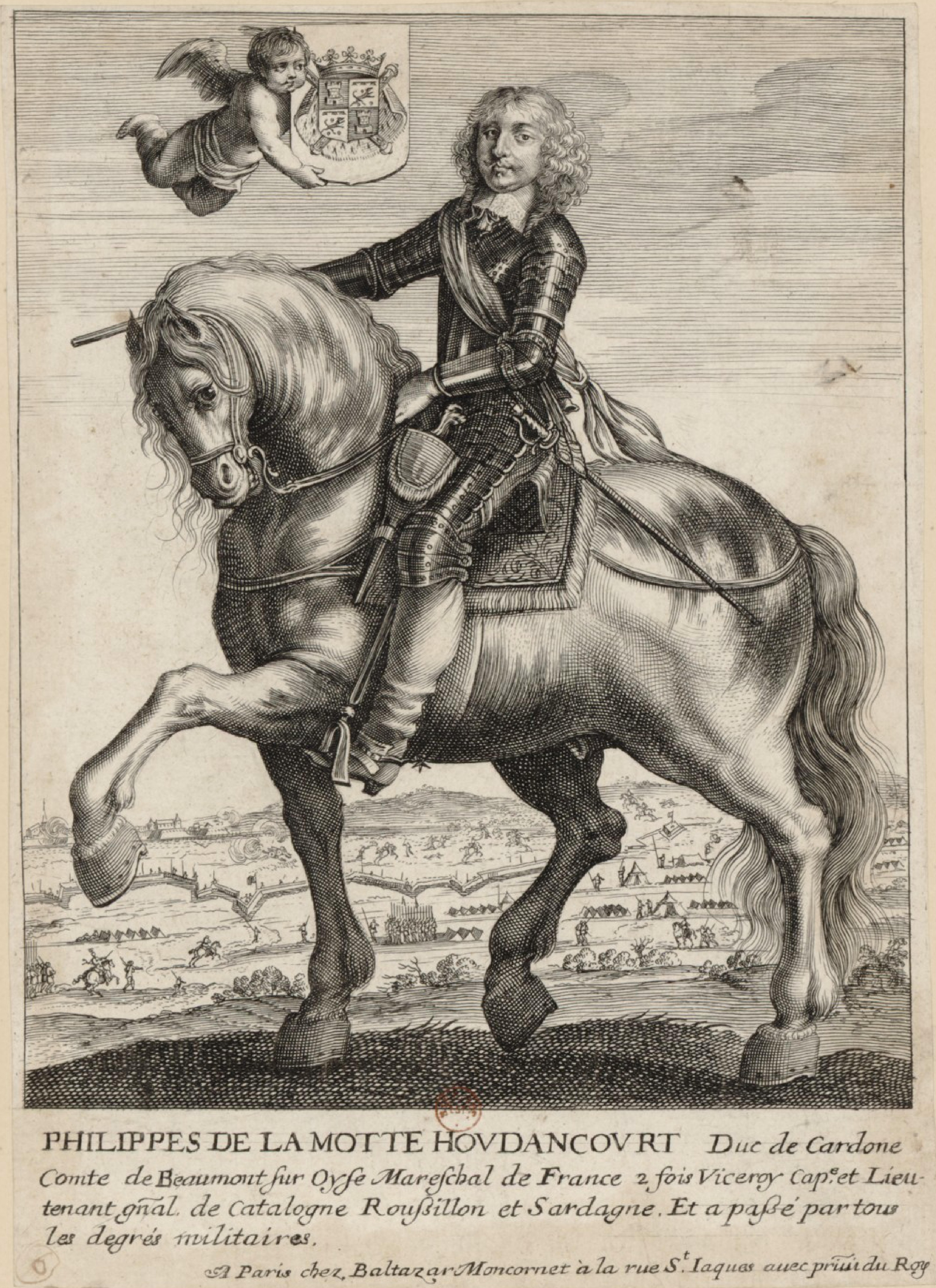
Филипп де Ламот-Уданкур

Наконец, 31 марта у Вальса при содействии дю Террая окружил и атаковал противника с трёх сторон, взяв в плен 3 тысячи человек, в том числе 200 офицеров, и захватив пять знамён. За эту победу, облегчившую королю взятие Коллиура и Перпиньяна, Ламот-Уданкур 2 апреля получил чин маршала Франции.
В мае он взял штурмом захваченный испанцами Тамарит. 25 июня был назначен вице-королём Каталонии, на смену маршалу де Брезе, а в октябре получил титул герцога де Кардона.
Столь быстрое продвижение по службе объяснялось не только военными заслугами де Ламота, но и высоким покровительством его кузена кардинала Ришельё, выделявшего его и виконта де Тюренна среди молодых военачальников.
Осенью испанцы осадили Лериду. 7 октября под стенами города произошло сражение между 12-тыс. корпусом де Ламота и армией Леганеса, имевшего 24 тыс. человек. Расположив свою пехоту на высотах, маршал затруднил атаку испанской кавалерии. В битве, продолжавшейся с 11 часов утра до ночи, испанцы потеряли 3 тыс. убитыми. В декабре де Ламот с триумфом вернулся в Барселону.
Смерть кардинала и отставка государственного секретаря по военным делам Сюбле де Нуайе (10 апреля 1643) осложнили положение маршала. Новый глава правительства кардинал Мазарини и его ставленник Мишель Ле Телье, занявший пост государственного секретаря по военным делам, в течение всего 1643 года пытались побудить перешедшего к обороне де Ламота, вести более активные действия.
Испанцы усилили натиск на Каталонию, но маршал заставил их снять осаду Фликса в феврале, Мирабеля 1 марта, уничтожив в бою 400 человек и взяв в плен 1100, а также два орудия.
Испанцы взяли реванш в новом сражении под Леридой 15 мая 1644. При попытке деблокировать город де Ламот потерпел жестокое поражение, потеряв 2 тыс. убитыми, 10 орудий и обоз. Лерида пала 31 августа, в сентябре французам пришлось снять осаду Таррагоны.

### Отставка и арест
18 ноября Мазарини проинформировал депутатов Каталонии и Совет Барселоны об отстранении де Ламота от должности. Маршал был срочно вызван во Францию, 28 декабря арестован в четырёх лье от Лиона. В его багаже было найдено и изъято около 400 тыс. экю, предположительно, награбленных в Каталонии.
Де Ламот был помещён в крепость Пьер-Ансиз, где находился в заключении более трёх лет, пока различные трибуналы и парламент Гренобля пытались установить степень его вины в поражении. Помимо подозрений в измене, на де Ламота поступило множество доносов от жителей Каталонии, недовольных его правлением; также его обвиняли в финансовых махинациях — замене полновесной монеты, предназначенной для выплаты жалования войскам, низкопробной билонной.

### Освобождение. Фронда
Когда положение Мазарини пошатнулось из-за политического кризиса, друзья маршала 13 сентября 1648 добились его освобождения и восстановления в правах. Кроме прочего, за ним было зарезервировано место в числе рыцарей ордена Святого Духа, который он так и не получил. Выйдя из тюрьмы, де Ламот уехал в свои владения, но после начала парламентской Фронды и бегства правительства из столицы, примкнул к противникам Мазарини, став, вместе с герцогами Бофором, Буйоном и Лонгвилем одним из лидеров недовольной знати в первый период движения.
В январе 1649, когда власть в Париже перешла к фрондёрам, он вместе с герцогами д’Эльбёфом и де Буйоном был назначен генералом и комендантом города под началом формального генералиссимуса армии Парламента, принца де Конти. Руководил войсками в стычках с королевскими силами принца де Конде, и обеспечивал провод конвоев с продовольствием в блокированный город.
Кардинал де Рец, сотрудничавший в Париже с де Ламотом, и нелестно отзывавшийся обо всех современниках, даёт ему следующую характеристику:

Маршал де Ламот наделён был большой отвагой, но оставался военачальником второго разряда. Он не отличался большим умом. В частной жизни был довольно кротким и покладистым. В партии он оказался человеком весьма полезным, ибо был весьма сговорчив.— Кардинал де Рец. Мемуары, с. 121
По словам де Реца, маршал не имел собственных убеждений или политических амбиций, а во всём следовал за своим прежним покровителем герцогом де Лонгвилем.
После заключения 1 апреля Сен-Жерменского мира, перешёл на сторону короля, получив от правительства 200 тыс. ливров.
В марте 1651 с маршалом примирилась королева-мать Анна Австрийская. Этому способствовала женитьба де Ламота на Луизе де При, воспитательнице королевских детей, в которую он уже несколько лет был страстно влюблён.
После разгрома Фронды принцев маршал уже как официальное лицо 7 сентября 1651 был участником торжественной кавалькады, двинувшейся в занятый правительственными войсками Париж для празднования дня рождения Людовика XIV.

### Новое назначение и конец карьеры

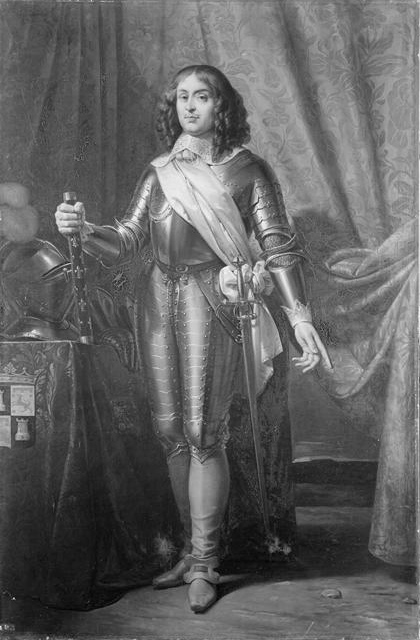
Портрет кисти Мерри-Жозефа Блонделя из галереи исторического музея Версаля. 19-й век

Дела французов в Каталонии шли всё хуже; сменившие де Ламота граф д'Аркур, а затем герцог де Меркёр, не смогли исправить положение. В июле 1651 испанцы осадили Барселону.
12 ноября 1651 Ламот-Уданкур снова был назначен вице-королём и командующим армией, и на следующий день отбыл из Парижа, получив 400 тыс. ливров на военные расходы. 6—7 января 1652 ему вернули командование его полками пехоты и кавалерии, которое Мазарини отобрал 22 февраля 1649. В апреле Кардона была возведена в ранг герцогства-пэрства.
23 апреля де Ламот сумел прорваться через вражеские позиции в Барселону, но снять осаду ему не удалось. 13 октября голод заставил защитников сдаться.
Взамен потерянного герцогства Кардоны земля Файель, принадлежавшая маршалу, в январе 1653 была возведена в ранг герцогства-пэрства. В мае он покинул Каталонию и вернулся в Париж, где больше не играл заметной роли. В 1655 он отказался от кавалерийского полка, а в следующем году распустил пехотный.
Умер в Париже, по словам Ги Патена, после длительного воспаления, закончившегося абсцессом в печени, к которому привели действия невежественных лекарей, дававших пациенту жемчужную пыль, антимоний и тому подобные снадобья.

## Семья
Жена (22 ноября 1650): Луиза де При, маркиза де Туси (1624—1709), дочь и наследница Луи де При, маркиза де Туси, и Франсуазы де Сен-Желе-Лузиньян. Дети:
- Филипп, ум. ребёнком
- Франсуаза Анжелика де Ламот-Уданкур (1650—1711). Муж (28 ноября 1669): герцог Луи-Мари-Виктор д’Омон (1632—1704)
- Шарлотта Элеонора де Ламот-Уданкур (1651—1744), воспитательница королевских детей. Муж (14 марта 1671): Луи-Шарль де Леви, герцог де Вантадур (ум. 1717)
- Мари Изабель Габриель Анжелика де Ламот-Уданкур (ум. 1726). Муж (18 марта 1675): Анри-Франсуа де Лаферте-Сентер (1657—1703)